# Elijah MacCulloch
Elijah MacCulloch (* 22. Mai 1989) ist ein kanadischer  Biathlet.
Elijah MacCulloch startet für den Verein Foothills Nordic. Bei den Nordamerikanischen Meisterschaften im Sommerbiathlon 2010 in Canmore belegte er beim Rollskirennen im Verfolger den 14. und somit letzten Platz, nachdem er im Sprint nicht an den Start gegangen war. In der Saison 2010/11 folgten die ersten Rennen im Biathlon-NorAm-Cup, in der Gesamtwertung der Rennserie wurde er 23. Ein Jahr später verbesserte er sich in der Gesamtwertung auf den fünften Platz. 2012 folgte eine weitere Teilnahme an Nordamerikanischen Sommerbiathlon-Meisterschaften. In Canmore wurde MacCulloch 12. des Verfolgungsrennens. Schon früher im Jahr startete er beim North American Invitational 2012 in Jericho, wo er 12. im Sprint, Achter der Verfolgung und Siebter im Massenstartrennen wurde. In der Gesamtwertung des Biathlon-NorAm-Cup 2012/13 kam der Kanadier auf den siebten Rang. In Whistler erreichte MacCulloch bei den Nordamerikanischen Meisterschaften im Biathlon 2013 die Ränge 14, 12 und 15 in Sprint, Verfolgung und Massenstartrennen.